# Nototriton nelsoni
Nototriton nelsoni é uma espécie de anfíbio caudados da família Plethodontidae. Está presente nas Honduras. A UICN classificou-a como em perigo crítico.